# Veľký Oružný potok

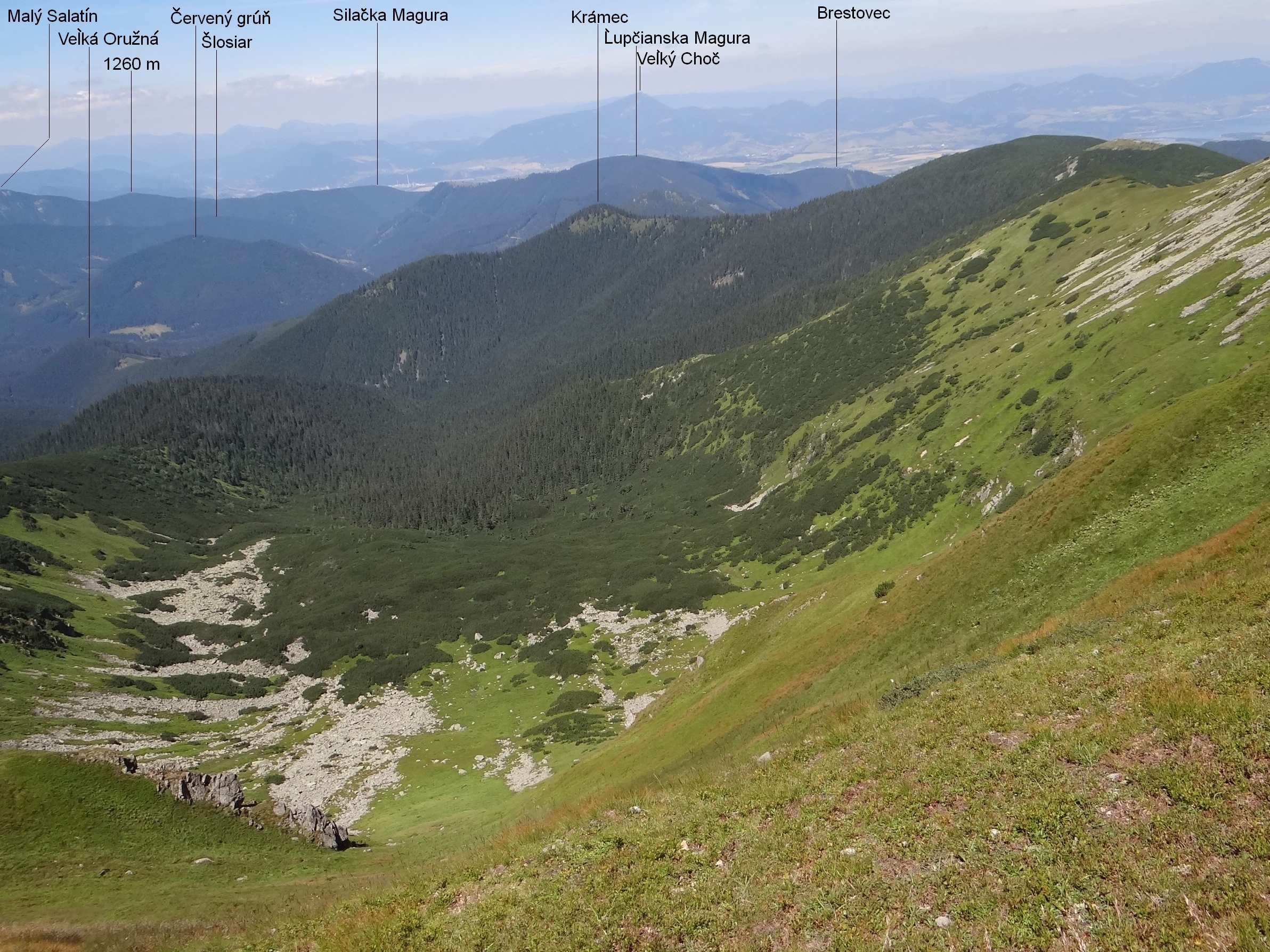
Widok z Chabenca na dolinę potoku

Veľký Oružný potok – potok, prawy dopływ potoku Ľupčianka na Słowacji. Jego zlewnia znajduje się w Dolinie Lupczańskiej (Ľupčianska dolina) w Niżnych Tatrach. Wypływa pod północno-zachodnimi stokami Chabenca i spływa w kierunku północno-zachodnim doliną, której orograficznie prawe zbocza tworzy grzbiet Krámeca ze szczytem Veľká Oružná, a lewe grzbiet Mestskej hory i Javoriny. Dolina potoku ma nazwę Veľká Oružná i jest prawym odgałęzieniem Doliny Luczańskiej. 
Jest to ciek wodny IV rzędu o długości 5,3 km. Dawniej miał różne inne nazwy: Solisko, Oružna veľká,  Veľký Oružný, Veľký Okružný potok i in. Uchodzi do Ľupčianki przy rozdrożu Tajch na wysokości około 820 m.
Cała zlewnia potoku znajduje się w granicach Parku Narodowego Niżne Tatry i obejmuje tereny porośnięte lasem.